# Muricella bengalensis
Muricella bengalensis is een zachte koraalsoort uit de familie Acanthogorgiidae. De koraalsoort komt uit het geslacht Muricella. Muricella bengalensis werd in 1906 voor het eerst wetenschappelijk beschreven door Thomson & Henderson. 